# Sacharovlaan (tramhalte)
Sacharovlaan is een tramhalte van de Amsterdamse tram en voorheen sneltramhalte van de Amsterdamse metro in Amstelveen. Van 2004 tot 2019 stopte hier sneltram 51. De halte is op 13 december 2020 heropend voor de tramlijn 25 (Amsteltram). De halte is vernoemd naar de Sacharovlaan die naar Andrei Sacharov is vernoemd.
De halte heeft een eilandperron en is een van de drie haltes die met het doortrekken van de lijn naar Amstelveen Westwijk in september 2004 werd toegevoegd aan lijn 51.

## Verbouwing
In de plannen voor de vernieuwde Amstelveenlijn, die in 2020 gereed kwam en waarvan de werkzaamheden in voorjaar 2019 waren gestart, is de halte Sacharovlaan blijven bestaan maar verlaagd.
Centraal Station (NS) ·
Nieuwmarkt ·
Waterlooplein ·
Weesperplein ·
Wibautstraat ·
Amstelstation (NS) ·
Spaklerweg ·
Overamstel ·
Station RAI (NS) ·
Station Zuid (NS) ·
De Boelelaan / VU ·
A.J. Ernststraat ·
Van Boshuizenstraat ·
Uilenstede ·
Kronenburg ·
Zonnestein ·
Onderuit ·
Oranjebaan ·
Amstelveen Centrum ·
Ouderkerkerlaan ·
Sportlaan ·
Marne ·
Gondel ·
Meent ·
Brink ·
Poortwachter ·
Spinnerij ·
Sacharovlaan ·
Westwijk